# Хан Гёвон
Хан Гёвон (кор. 한교원, общепринятая латинская транскрипция — Han Kyowon; род. 15 июня 1990, Чхунчхон-Пукто) — южнокорейский футболист, нападающий клуба «Чонбук Хёндэ Моторс» и сборной Республики Корея.